# Torcy (quận)
Quận Torcy là một quận của Pháp, nằm ở tỉnh Seine-et-Marne, ở vùng Île-de-France. Quận này có 10 tổng và 43 xã.

## Đơn vị hành chính

### Tổng
Các tổng của quận Torcy là: 
1. Champs-sur-Marne
2. Chelles
3. Claye-Souilly
4. Lagny-sur-Marne
5. Noisiel
6. Pontault-Combault
7. Roissy-en-Brie
8. Thorigny-sur-Marne
9. Torcy
10. Vaires-sur-Marne

### Xã
Các xã của quận Torcy, và mã INSEE là: 
| 1. Annet-sur-Marne (77005)     | 2. Bailly-Romainvilliers (77018) | 3. Brou-sur-Chantereine (77055)       |
| 4. Bussy-Saint-Georges (77058) | 5. Bussy-Saint-Martin (77059)    | 6. Carnetin (77062)                   |
| 7. Chalifert (77075)           | 8. Champs-sur-Marne (77083)      | 9. Chanteloup-en-Brie (77085)         |
| 10. Chelles (77108)            | 11. Chessy (77111)               | 12. Claye-Souilly (77118)             |
| 13. Collégien (77121)          | 14. Conches-sur-Gondoire (77124) | 15. Coupvray (77132)                  |
| 16. Courtry (77139)            | 17. Croissy-Beaubourg (77146)    | 18. Dampmart (77155)                  |
| 19. Ferrières-en-Brie (77181)  | 20. Gouvernes (77209)            | 21. Guermantes (77221)                |
| 22. Jablines (77234)           | 23. Jossigny (77237)             | 24. Lagny-sur-Marne (77243)           |
| 25. Le Pin (77363)             | 26. Lesches (77248)              | 27. Lognes (77258)                    |
| 28. Magny-le-Hongre (77268)    | 29. Montévrain (77307)           | 30. Noisiel (77337)                   |
| 31. Ozoir-la-Ferrière (77350)  | 32. Pomponne (77372)             | 33. Pontault-Combault (77373)         |
| 34. Pontcarré (77374)          | 35. Roissy-en-Brie (77390)       | 36. Saint-Thibault-des-Vignes (77438) |
| 37. Serris (77449)             | 38. Thorigny-sur-Marne (77464)   | 39. Torcy (77468)                     |
| 40. Vaires-sur-Marne (77479)   | 41. Villeparisis (77514)         | 42. Villevaudé (77517)                |
| 43. Émerainville (77169)       |                                  |                                       |